# Tadej Pogačar
Tadej Pogačar (phát âm tiếng Slovene: [taˈdɛ́ːj pɔˈɡáːtʃaɾ] ⓘ; sinh ngày 21 tháng 9 năm 1998) là một cua rơ xe đạp người Slovenia, hiện đang thi đấu cho đội UCI WorldTeam UAE Team Emirates. Pogacar đã 2 lần vô địch giải đua xe đạp Tour de France, và  đoạt huy chương đồng nội dung đua xe đạp ở Olympic Tokyo.
Vào năm 2019, Pogacarr trở thành cua rơ trẻ nhất vô địch một giải đua thuộc UCI World Tour, đó là chức vô địch giải đua Tour of California khi anh mới 20 tuổi. Cuối năm đó, ở lần tranh tài ở giải đua Grand Tour đầu tiên, Pogačar đã giành chiến thắng 3 chặng đua của giải Vuelta a España, đây là giải đua mà Pogacar xếp thứ 3 chung cuộc và giành được danh hiệu tay đua trẻ xuất sắc nhất.
Ngay trong hai lần đầu tham gia giải đua Tour de France các năm 2020 và 2021, Pogacar đều giành chức vô địch với 3 chiến thắng ở mỗi giải. Bên cạnh đó anh cũng giành luôn giải leo núi và giải tay đua trẻ xuất sắc nhất, Thành tích đó giúp anh trở thành cua rơ duy nhất trong lịch sử Tour de France giành được 3 danh hiệu này trong một năm. Anh là tay đua người Slovenia đầu tiên giành vô địch Tour de France, và ở tuổi 21, anh là nhà vô địch trẻ tuổi thứ 2 sau Henri Cornet, người đã vô địch giải đua năm 1904 ở tuổi 19.
Pogacar cũng là cua rơ đầu tiên trong lịch sử đạt được cột mốc 6000 điểm trên bảng xếp hạng UCI World Ranking. Tính đến cuối năm 2021, anh đã có tổng cộng 45 tuần dẫn đầu bảng xếp hạng này.
Trong năm 2021, Pogacar trở thành cua rơ đầu tiên vừa vô địch Tour de France vừa giành huy chương Olympic trong cùng 1 năm, đó là tấm huy chương đồng ở Olympic Tokyo.

## Sự nghiệp

### Những năm đầu
Khi lên 9 tuổi, Pogačar cùng với anh trai của mình là Tilen gia nhập câu lạc bộ Rog Ljubljana. Lên tuổi 11, khi tham gia một giải đua thiếu niên, anh nhận được sự chú ý của Andrej Hauptman, người sau này là huấn luyện viên của anh. Ở giải đua đó, Hauptman thấy Pogačar đang cố gắng đuổi theo các tay đua nhiều tuổi hơn, và ông nghĩ rằng Pogačar đang rất vất vả để đua với những tay đua lớn tuổi hơn,  vì thế ông đã góp ý với ban tổ chức nên tìm cách nào đó để hỗ trợ cho Pogacar: và ban tổ chức đã thông tin rằng, thật ra không phải Pogacar đang đuổi theo nhóm tay đua kia mà anh đang dẫn đầu và đuổi theo để bắt vòng nhóm tay đua đó.
Hauptman là quản lý của Pogacar ở đội U23 Rog–Ljubljana. Sau đó thì cả Hauptman và Pogacar đều chuyển đến đội đua xe đạp UAE Team Emirates.

### UAE Team Emirates (2019–)

#### 2019

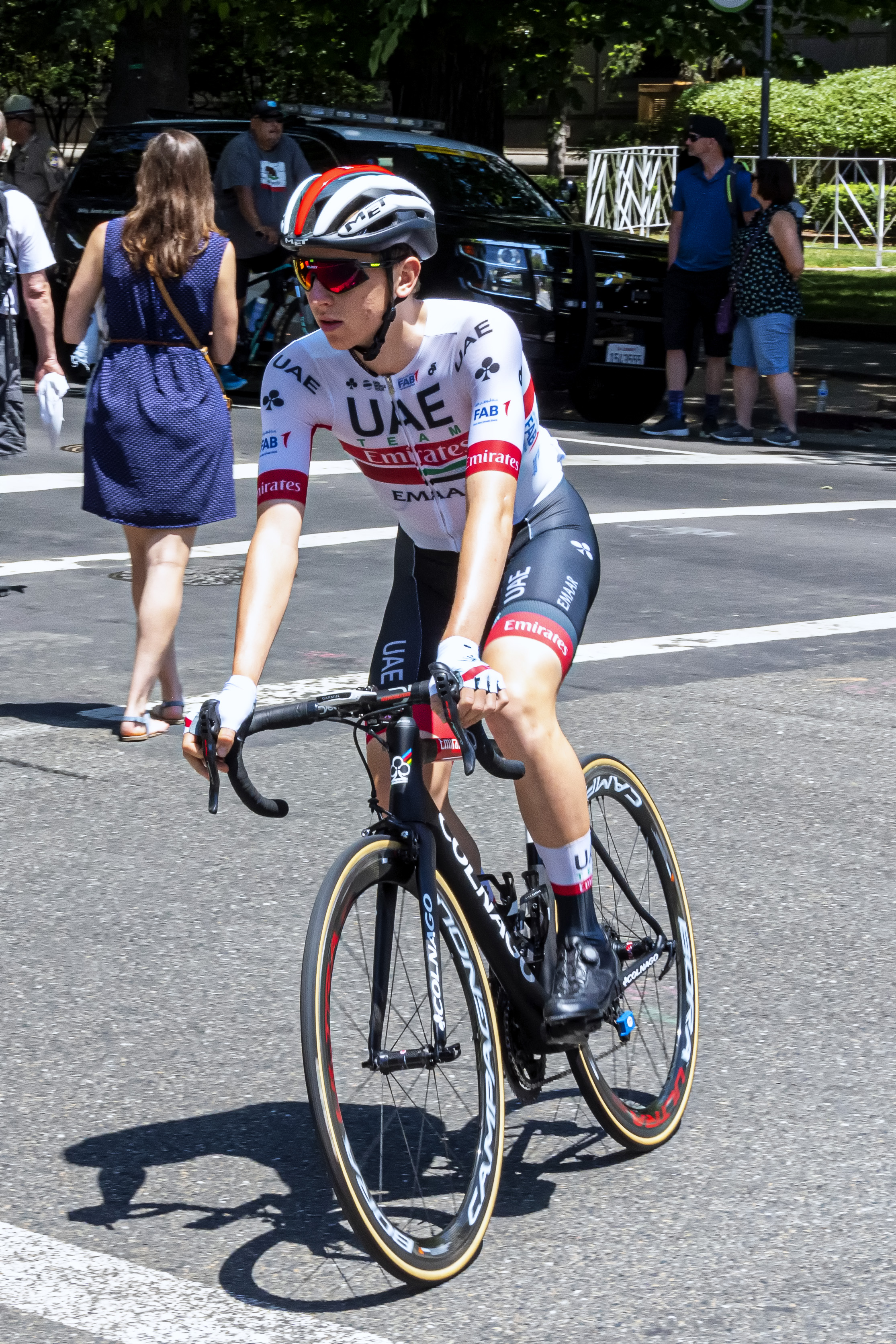
Pogacar ở giải đua Tour of California 2019

Pogačar gia nhập đội đua UAE Team Emirates từ mùa giải 2019, hợp đồng được ký trước giải đua Tour de l'Avenir 2018 mà chính anh đoạt chức vô địch. Anh đua chặng đầu tiên cho đội đua mới ở giải đua Tour Down Under, xếp thứ 13 chung cuộc. Sau đó anh vô địch giải đua Volta ao Algarve, sau khi đã vươn lên dẫn đầu bằng chiến thắng ở chặng thứ hai. Tiếp đến Pogacar xếp thuớ 6 ở giải đua Tour of the Basque Country.
Đến tháng 5 năm 2019, Pogacar đã vô địch giải Tour of California, qua đó trở thành cua rơ trẻ nhất từng vô địch một giải đua thuộc UCI WorldTour. Ở giải đua này, anh đã giành được vị trí dẫn đầu sau chiến thắng ở chặng đua thứ 6 ở Mount Baldy. Sang tháng 6, Pogačar đoạt chức vô địch quốc gia Slovenia ở nội dung thi đấu đua tính giờ cá nhân, đã đánh bại Matej Mohorič 29 giây.
Đến tháng 8, Pogačar được đội đua đăng ký thi đấu giải Vuelta a España 2019. Pogačar đã hoàn thành giải đua Grand Tour đầu tiên của mình ở vị trí thứ 3 chung cuộc, có 3 lần chiến thắng chặng và đoạt danh hiệu tay đua trẻ xuất sắc nhất giải.

#### 2020

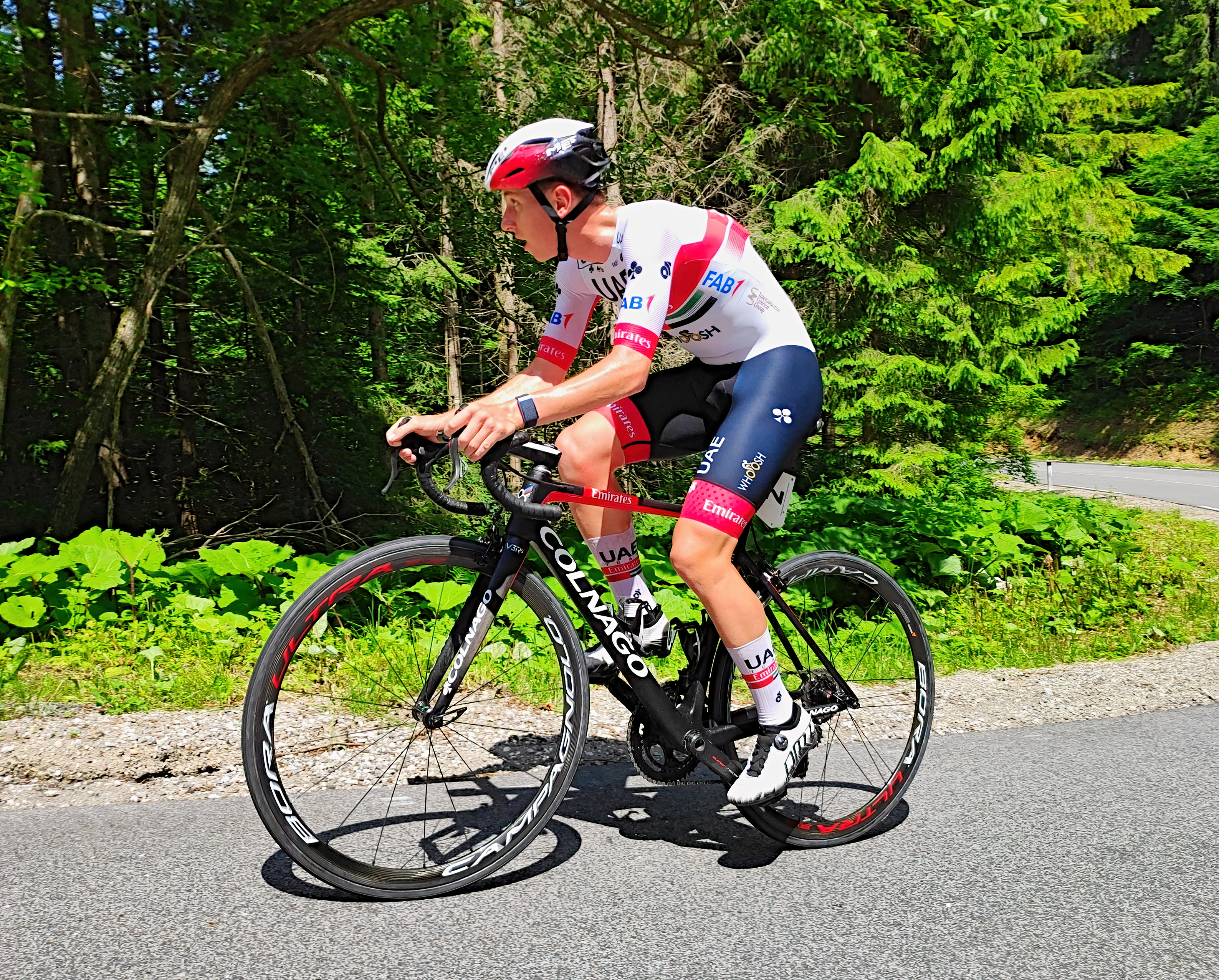
Trong năm 2020, Pogačar đã vô địch quốc gia Slovenia nội dung đua tính giờ 2 năm liên tiếp

Trước khi mùa giải khởi tranh, Pogačar thông báo anh sẽ lần đầu tham gia giải đua xe đạp Tour de France, kế hoạch ban đầu của đội đua là anh sẽ đua hỗ trợ cho Fabio Aru.
Giải đua đầu tiên ở mùa giải 2020 mà anh tham gia là Volta a la Comunitat Valenciana, đây là giải đua mà anh đã lên ngôi vô địch với 2 chiến thắng chặng. Tiếp đó ở giải đua UAE Tour, Pogacar đã chiến thắng chặng đua thứ 5 trên đỉnh núi Jebel Hafeet, và hoàn thành giải đua ở vị trí thứ hai chung cuộc sau Adam Yates. Từ tháng 3 thì các giải đua xe đạp bị hủy bỏ bởi đại dịch Covid-19.
Khi các giải đua được tổ chức trở lại, Pogacar đã giành hạng tư chung cuộc ở giải đua Critérium du Dauphiné. Còn ở giải vô địch quốc gia Slovenian, anh xếp thứ hai sau Primož Roglič ở nội dung đua đường trường  và đoạt chức vô địch nôi dung đua tính giờ.
Ở giải đua Tour de France, Pogačar nhanh chóng chứng minh anh có phong độ tốt hơn người đồng đội Aru, sau khi xếp thứ 2 ở chặng đua thứ tư trên đỉnh núi Orcières-Merlette. Nhưng ở chặng 7, anh bị thua khoảng gần 1 phút rưỡi, do những cơn gió ngang. Ở chặng đua tiếp theo trên đỉnh Col de Peyresourde, anh đã thu hẹp khoảng cách được khoảng 38 giây với các đối thủ cạnh tranh danh hiệu vô địch. Sau khi Aru rút khỏi giải đua ở chặng 9, thì Pogacar đã chiến thắng chặng đua đến Laruns, đây là chiến thắng chặng đua Tour de France đầu tiên của anh, với pha nước rút đánh bại Egan Bernal và tay đua đồng hương Roglič, người đang mặc áo vàng. Ở chặng 13, đích đến ở  Puy Mary, Pogacar cạnh tranh trực tiếp với Roglič và đã leo lên vị trí thứ 2 trên bảng xếp hạng tổng với 44 giây chậm hơn đối thủ. Đây cũng là chặng đua mà anh leo lên ngôi đầu bảng xếp hạng các tay đua trẻ. Sau đó 2 ngày, anh một lần nữa đánh bại Roglič ở trên đỉnh Col du Grand Colombier để giành lấy chiến thắng Tour thứ hai.
Khi bắt đầu tuần đua thứ ba, Pogačar vẫn xếp thứ 2 chung cuộc, chậm hơn Roglič 40 giây. Ở chặng 17 trên đỉnh Col de la Loze, anh đã bị Roglič nới rộng khoảng cách thêm 17 giây nữa. Chặng đua áp chót, là một cuộc đua tính giờ cá nhân, Pogacar chỉ cần 55m55s để hoàn thành lộ trình 36,2 km đoạn đường núi La Planche des Belles Filles, nhanh hơn Roglič tới 1m56s. Như vậy là từ việc kém đối thủ 57 giây thì sau chặng 20, Pogacar đã đoạt chiếc áo vàng và dẫn lại đối thủ 59 giây, đồng thời cũng vuơn lên dẫn đầu bảng xếp hạng các tay đua leo núi.
Ở chặng đua cuối cùng, Pogacar an toàn về đích trong top đông để chính thức đoạt chức vô địch Tour de France 2020, qua đó trở thành cua rơ người Slovenia đầu tiên chiến thắng giải đua này. Và ở tuổi 21, Pogacar cũng trở thành tay đua trẻ thứ 2 trong lịch sử từng vô địch Tour de France sau Henri Cornet, người đã vô địch năm 1904 khi mới 19 tuổi. Ngoài danh hiệu vô địch (áo vàng), Pogacar cũng giành luôn danh hiệu tay đua trẻ xuất sắc (áo trắng) và danh hiệu tay đua leo núi xuất sắc (áo chấm đỏ). Tay đua trước đó từng đoạt được 3 chiếc áo Tour de France là Eddy Merck ở giải đua năm 1972 (Merck giành áo vàng, áo xanh cho tay đua tính điểm và áo trắng). Pogacar cũng trở thành người thứ 12 vô địch Tour de France ngay trong lần đầu tiên tham gia.
Sau giải Tour de France, Pogačar đã tham gia Giải đua xe đạp thế giới, với nhiệm vụ hỗ trợ cho Roglič, người xếp thứ 6 ở giải đua này. Ba ngày sau, anh tiếp tục tranh tài ở giải đua La Flèche Wallonne, kết quả xếp thứ 9. Giải đua cuối cùng trong năm của Pogacar là giải Liège–Bastogne–Liège, xếp thứ 3 chung cuộc.

#### 2021

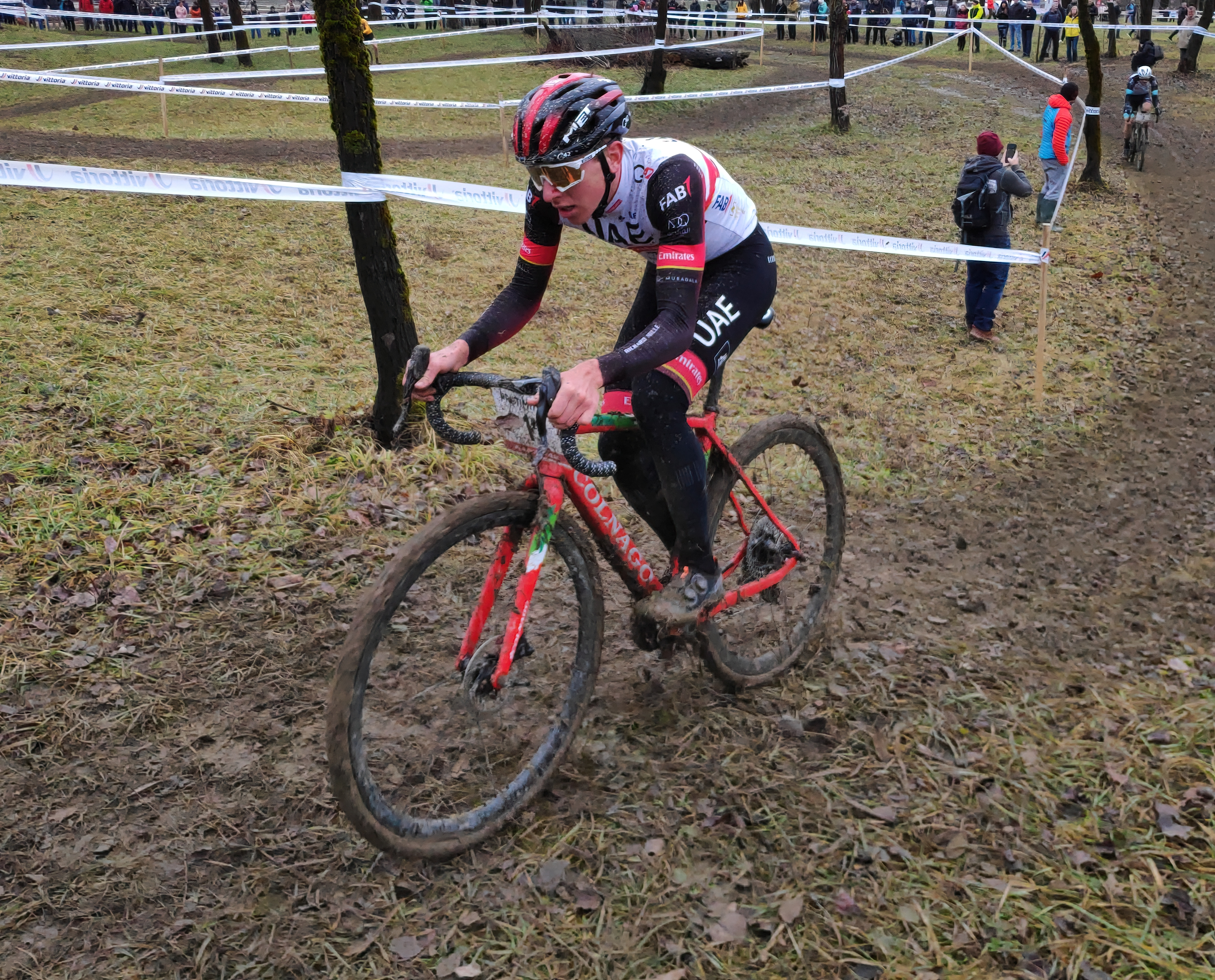
Pogačar chiến thắng một giải đua xe đạp băng đồng ở Ljubljana

Pogacar khởi đầu năm 2021 với những thắng lợi ở các giải đua UAE Tour, Tirreno-Adriatico, Liège-Bastogne-Liège và Tour of Slovenia.
Lần thứ hai tham gia giải đua Tour de France, anh sớm được liệt vào danh sách những ứng của viên vô địch cùng với Primož Roglič, Geraint Thomas và Richard Carapaz. Ở chặng đua đầu tiên, anh về đích trong top đông chậm hơn người chiến thắng chặng là  Julian Alaphilippe 8 giây và vượt lên dẫn đầu bảng xếp hạng các tay đua trẻ. Sau đó Pogačar đã chiến thắng chặng 5 sở trường đua tính giờ, nhờ đó đã thu hẹp khoảng cách một cách đáng kể với cua rơ đang mặc áo vàng.
Sau chặng 8, Pogacar cán đích thứ 4 nhưng đủ để anh đã đoạt chiếc áo vàng. Và Pogacar đã giữ chắc áo vàng cho đến chặng đua cuối cùng để đoạt chức vô địch Tour de France lần thứ hai liên tiếp. Trên hành trình về đại lộ Champs-Élysées thì anh còn giành chiến thắng 2 chặng đua nữa ở các chặng 17 và 18.
Với chức vô địch này thì Pogačar trở thành cua rơ trẻ nhất vô địch Tour de France 2 năm liên tiếp. Đây cũng năm thứ hai liên tiếp Pogacar giành được 3 danh hiệu cá nhân là Áo vàng, Áo chấm đỏ và Áo trắng.
Sau Tour de France, Pogačar đại diện cho Slovenia tham gia Olympic Tokyo và đoạt được chiếc huy chương đồng nội dung xe đạp đường trường nam.
Đến cuối tháng 7, đội đua UAE Team Emirates thông báo đạt được thỏa thuận gia hạn hợp đồng với Pogacar đến hết năm 2027. Sau khi kết thúc kỳ nghỉ sau kỳ Olympic thì Pogacar tham gia giải đua Bretagne Classic Ouest–France vào cuối tháng 8, nhưng đã không có được kết quả cao.
Trong tháng 9, Pogacar tranh tài ở giải Vô địch Châu Âu ở Trentino, giành được vị trí thứ 5 ở nội dung đua đường trường. Đến cuối tháng anh tiếp tục tham gia giải Vô địch thế giới ở Flanders và xếp thứ 37
Sang tháng 10 thì Pogacar đến Italia để tham gia các giải đua thuộc serie autumn classics. Kết quả là anh đã phải bỏ cuộc ở giải đua Giro dell'Emilia, xếp thứ 3 ở giải Tre Valli Varesine và xếp thứ 4 ở giải đua  Milano–Torino.
Vài ngày sau, Pogacar giành chiến thắng Monument thứ hai trong năm ở giải đua Il Lombardia, thành tích giúp anh trở thành tay đua thứ ba sau Fausto Coppi vàEddy Merckx có 2 chiến thắng Monument và vô địch Tour de France trong cùng một năm và thuộc nhóm 4 tay đua vô địch Tour de France và Tour of Lombardy trong cùng một năm, cùng với Coppi, Merckx and Bernard Hinault.

#### 2022
Pogačar khởi đầu năm 2022 với những thắng lợi ở các giải đua 2022 UAE Tour và 2022 Strade Bianche. Sau đó anh gần như thống trị giải đua 2022 Tirreno-Adriatico bằng cách giành chiến thắng 2 chặng và đoạt gần hết các danh hiệu cá nhân, chỉ trừ danh hiệu leo núi thuộc về cua rơ Quinn Simmons.

## Cuộc sống cá nhân
Tadej sinh ra và lớn lên ở thị trấn Komenda, cách thủ đô Ljubljana 20 km về hướng Bắc. Mẹ của anh ấy, bà Marjeta là một giáo viên môn tiếng Pháp, còn bố của anh ấy, ông Mirko, lúc trước là quản lý ở một xưởng sản xuất ghế, và bây giờ là người quản lý của anh. Tadej là con thứ ba trong số 4 anh chị em.
Pogačar hiện đang sống ở Monaco với vợ, cũng là một cua rơ nữ người Slovenia Urška Žigart. Họ kết hôn vào tháng 9 năm 2021. Thần tượng của Pogacar là Alberto Contador. Anh cũng rất ngưỡng mộ hai anh em Fränk và Andy Schleck.
Bên cạnh tiếng mẹ đẻ Slovenia, Pogačar có thể nói trôi chảy tiếng Anh và tiếng Italia.

## Thành tích nổi bật

### Xe đạp đường trường
2016
1st  Time trial, National Junior Road Championships
1st  Overall Giro della Lunigiana
1st  Points classification
1st Stage 3
1st Stage 2b Course de la Paix Juniors
3rd  Road race, UEC European Junior Road Championships
2017
2nd Raiffeisen Grand Prix
3rd Time trial, National Under-23 Road Championships
3rd Overall Tour de Hongrie
4th Overall Istrian Spring Trophy
5th Overall Tour of Slovenia
1st  Young rider classification
5th Overall Carpathian Couriers Race
1st  Young rider classification
7th Piccolo Giro di Lombardia
8th GP Laguna
9th GP Capodarco
9th Croatia–Slovenia
10th Giro del Belvedere
2018
National Under-23 Road Championships
1st  Road race
1st  Time trial
1st  Overall Tour de l'Avenir
1st  Overall Grand Prix Priessnitz spa
1st  Mountains classification
1st  Young rider classification
1st Stage 3
1st  Overall Giro del Friuli-Venezia Giulia
1st  Young rider classification
1st Trofeo Gianfranco Bianchin
2nd Gran Premio Palio del Recioto
3rd Overall Istrian Spring Trophy
4th Overall Tour of Slovenia
1st  Young rider classification
4th Poreč Trophy
4th Raiffeisen Grand Prix
5th GP Laguna
7th Road race, UCI Under-23 Road World Championships
8th Giro del Belvedere
2019
1st  Time trial, National Road Championships
1st  Overall Tour of California
1st  Young rider classification
1st Stage 6
1st  Overall Volta ao Algarve
1st  Young rider classification
1st Stage 2
3rd Overall Vuelta a España
1st  Young rider classification
1st Stages 9, 13 & 20
4th Overall Tour of Slovenia
1st  Young rider classification
6th Overall Tour of the Basque Country
1st  Young rider classification
6th GP Miguel Induráin
7th Gran Premio di Lugano
2020
National Road Championships
1st  Time trial
2nd Road race
1st  Overall Tour de France
1st  Mountains classification
1st  Young rider classification
1st Stages 9, 15 & 20 (ITT)
1st  Overall Volta a la Comunitat Valenciana
1st  Young rider classification
1st Stages 2 & 4
2nd Overall UAE Tour
1st  Young rider classification
1st Stage 5
3rd Liège–Bastogne–Liège
4th Overall Critérium du Dauphiné
9th La Flèche Wallonne
2021
1st  Overall Tour de France
1st  Mountains classification
1st  Young rider classification
1st Stages 5 (ITT), 17 & 18
1st  Overall Tirreno–Adriatico
1st  Mountains classification
1st  Young rider classification
1st Stage 4
1st  Overall UAE Tour
1st  Young rider classification
1st Stage 3
1st  Overall Tour of Slovenia
1st  Mountains classification
1st Stage 2
1st Liège–Bastogne–Liège
1st Giro di Lombardia
3rd  Road race, Olympic Games
National Road Championships
3rd Time trial
5th Road race
3rd Overall Tour of the Basque Country
1st Stage 3
3rd Tre Valli Varesine
4th Milano–Torino
5th Road race, UEC European Road Championships
7th Strade Bianche
10th Time trial, UCI Road World Championships
2022
1st  Overall Tirreno–Adriatico
1st  Points classification
1st  Young rider classification
1st Stages 4 & 6
1st  Overall UAE Tour
1st  Young rider classification
1st Stages 4 & 7
1st Strade Bianche
2nd Overall Tour de France
1st  Young rider classification
1st Stages 6, 7 & 17
4th Tour of Flanders
5th Milan–San Remo
10th Dwars door Vlaanderen

#### Thành tích chung cuộc ở các giải đua
| Ở các giải Grand Tour      |      |      |      |      |      |
| Grand Tour                 | 2019 | 2020 | 2021 | 2022 | 2023 |
| Giro d'Italia              | —    | —    | —    | —    |      |
| Tour de France             | —    | 1    | 1    | 2    |      |
| Vuelta a Espana            | 3    | —    | —    | —    |      |
| Ở các giải Major Race      |      |      |      |      |      |
| Race                       | 2019 | 2020 | 2021 | 2022 | 2023 |
| Paris–Nice                 | —    | —    | —    | —    | 1    |
| Tirreno–Adriatico          | —    | —    | 1    | 1    | —    |
| Volta a Catalunya          | —    | NH   | —    | —    |      |
| Tour of the Basque Country | 6    | NH   | 3    | —    |      |
| Tour de Romandie           | —    | NH   | —    | —    |      |
| Critérium du Dauphiné      | —    | 4    | —    | —    |      |
| Tour de Suisse             | —    | NH   | —    | —    |      |

#### Ở các giải Classics
| Monument                 | 2019 | 2020 | 2021 | 2022 | 2023 |
| ------------------------ | ---- | ---- | ---- | ---- | ---- |
| Milan–San Remo           | —    | 12   | —    | 5    |      |
| Tour of Flanders         | —    | —    | —    | 4    |      |
| Paris–Roubaix            | —    | NH   | —    | —    |      |
| Liège–Bastogne–Liège     | 18   | 3    | 1    | —    |      |
| Giro di Lombardia        | —    | —    | 1    |      |      |
| Classic                  | 2019 | 2020 | 2021 | 2022 | 2023 |
| Strade Bianche           | 30   | 13   | 7    | 1    | —    |
| Dwars door Vlaanderen    | —    | NH   | —    | 10   |      |
| Amstel Gold Race         | DNF  | NH   | —    | —    |      |
| La Flèche Wallonne       | 53   | 9    | —    | 12   |      |
| Clásica de San Sebastián | DNF  | NH   | —    |      |      |
| Milano–Torino            | —    | —    | 4    | —    |      |

#### Ở các giải vô địch Major
| Sự kiện                      | Sự kiện          | 2017          | 2018          | 2019          | 2020          | 2021 | 2022 |
| ---------------------------- | ---------------- | ------------- | ------------- | ------------- | ------------- | ---- | ---- |
| Olympic                      | Đua đường trường | Không tổ chức | Không tổ chức | Không tổ chức | Không tổ chức | 3    | NH   |
| Olympic                      | Đua tính giờ     | Không tổ chức | Không tổ chức | Không tổ chức | Không tổ chức | —    | NH   |
| Giải vô địch xe đạp thế giới | Đua đường trường | —             | —             | 18            | 33            | 37   |      |
| Giải vô địch xe đạp thế giới | Đua tính giờ     | —             | —             | —             | —             | 10   |      |
| Giải vô địch xe đạp châu Âu  | Đua đường trường | —             | —             | —             | —             | 5    |      |
| Giải vô địch xe đạp châu Âu  | Đua tính giờ     | —             | —             | —             | —             | 12   |      |
| Giải vô địch xe đạp quốc gia | Đua đường trường | —             | 6             | 7             | 2             | 5    |      |
| Giải vô địch xe đạp quốc gia | Đua tính giờ     | 5             | 2             | 1             | 1             | 3    |      |

| —   | Không tham gia   |
| DNF | Không hoàn thành |
| NH  | Không tổ chức    |

### Xe đạp băng đồng
2018–2019
1st  National Championships
2021–2022
Slovenian Cup
1st Ljubljana

### Giải thưởng
- Vélo d'Or: 2021[61]
- International Flandrien of the Year: 2021[62]